# Jurisdikcija
Jurisdikcija (lat. iurisdictio: pravosuđe), u užem smislu, sudbenost, ovlast suda da može postupati i odlučivati u određenim pravnim pitanjima; termin jurisdikcija oznaka je za pojedine grane sudbene djelatnosti, npr. građanska jurisdikcija, jurisdikcija kaznenoga procesnog prava itd. U širem smislu, ovlast državne institucije za provođenje postupka i donošenje odluka. Terminom jurisdikcija označava se razgraničenje nadležnosti između domaćih državnih organa i između domaćih institucija i onoga što je u jurisdikciji, tj. nadležnosti međunarodnih institucija i drugih država.

## Vanjske poveznice
- jurisdikcija. Hrvatska enciklopedija, mrežno izdanje. Leksikografski zavod Miroslav Krleža, 2020.